# 萊姆哈伊 (愛達荷州)
萊姆哈伊（英語：Lemhi）是位於美國愛達荷州萊姆哈伊縣的一個非建制地區。該地的面積和人口皆未知。

## 地理
萊姆哈伊的座標為44°51′06″N 113°37′11″W / 44.85167°N 113.61972°W，而該地的平均海拔高度為1600米（即5200英尺）。